# Rectangles
Rectangles (Dt. Rechtecke)  ist ein Jazzalbum von Anna Webber. Die am 12. Dezember 2019 im Veranstaltungsort Marc's Zoom in Queens, New York City entstandenen Aufnahmen erschienen am 31. Juli 2020 auf Out of Your Head Records, als zweite Folge der Reihe OOYH Untamed.

## Hintergrund
Die Saxophonistin Anna Webber leitete dür dieses Projekt ein Quartett namens Rectangles. Das gleichnamige 34-minütige Stück wurde von Anna Webber, Marc Hannaford, Adam Hopkins und Mark Ferber wurde im Dezember 2019 live aufgenommen und war aber ursprünglich nicht für eine Veröffentlichung vorgesehen. Webber hatte diese Komposition bereits in drei verschiedenen Erscheinungsformen zuvor auf ihrem Album Binary (Skirl, 2016) mit ihrem Simple Trio (mit dem Pianisten Matt Mitchell und dem Schlagzeuger John Hollenbeck) aufgenommen. Dabei baute Webber „ein Gitterwerk aus sich wiederholenden Beats auf, das aufgrund der plötzlichen Suspendierungen und Schnörkel unvorhersehbar bleibt“, schrieb John Sharpe 2017.
Auch auf dem Livealbum sind dies kurze zyklische Muster, die Webber als Single-Measure-Loops bezeichnet und die von dem YouTube-Testkanal  Webdriver Torso inspiriert wurden, der zehn Sekunden lange Videos abspielt, die aus einer Reihe hoher Tone und Bildern von roten und blauen Rechtecken bestehen, die über den Bildschirm blinken. Der Livemitschnitt erschien als zweite Folge (nach Nick Dunstons Atlantic Extraction) in Adam Hopkins’ Reihe der Untamed-Alben bei Out of Your Head Records.

## Titelliste
- Anna Webber – Rectangles (Out Of Your Head Records OOYH U002)[4]

1. Rectangles 3 – 34:40

## Rezeption
Nach Ansicht von S. Victor Aaron (Something Else!) baut Anna Webber eine talentierte Band um eine vor Jahren entwickelte Idee auf;  gemessen an der auf dem Album gebotenen Leistung sei ihr tieferes Eintauchen in diese Idee gerechtfertigt. Webber führe ihre neue Gruppe durch eine Darbietung, die 34 Minuten lang ist; basierend auf einer Reihe ihrer Skizzen, die aus den Flash-Videos stammten und mit einer Menge Gruppenimprovisation zusammengefügt seien.
Nach Ansicht von John Sharpe, der das Album in All About Jazz rezensierte, stellte Webber in dem Stück überlappende Aktivitätsschichten auf, sodass am Ende einer metrischen Zelle bereits eine andere in Bewegung sei, um den unerbittlichen Schwung aufrechtzuerhalten. Inmitten des unaufhörlichen Flusses finde Webber Gelegenheit, die Saxophontradition zu erkunden, die unterschiedlich jazzig und treibend ist, um dabei erweiterte Techniken anzuwenden und häufig die rhythmischen Motive zu integrieren oder zu verstärken. Abgesehen von Webber erhalte die Band weniger Gelegenheit zu Soli als vielmehr Vignetten beizutragen.
Mike Borella (Avant Music News) schrieb, dies sei eine unerwartete, aber willkommene Veröffentlichung. Webber sei eine ausdrucksstarke Saxophonistin, deren Kompositionen sehr modern und verworren seien. Sie habe in den letzten zehn Jahren eine Reihe herausragender Aufnahmen als Bandleaderin und Co-Leaderin veröffentlicht und scheine mit jedem von ihnen selbstsicherer in ihren unorthodoxen Stylings zu werden. Es herrsche eine beunruhigende, aber energische Aufregung, während Webber die Gruppe durch stakkato-beladene und gestaffelte Rhythmen lenke. Obwohl sie klar improvisiere, drehe sich Webber um eine Reihe verborgener Themen, von denen einige sie an den Rand des Ablaufs nach draußen bringt, ohne diesen Sprung ganz zu wagen. Aber ihre Beiträge sind oft auch rhythmisch, was es ihren Bandkollegen ermöglicht, auszubrechen, wenn auch auf kontrollierte Weise. Gegen Mitte des Tracks lockerten sich musikalische Strukturen und mündeten zunächst in eine freie Form.